# Estadio Miguel Grau (Callao)
El Estadio Miguel Grau del Callao se encuentra ubicado en la Villa Deportiva del Callao (antiguo parque zonal Yáhuar Huaca), entre las avenidas Colonial y Guardia Chalaca, en el distrito de Bellavista, provincia constitucional del Callao. El club que hace las veces de local en este estadio, si bien no es propietario del mismo, es Sport Boys, participante de la primera división del Perú.
Anteriormente fue usado entre 2012 y 2017 por la Universidad de San Martín de Porres y entre 2016 y 2022 por la Academia Cantolao para sus partidos de local.

## Historia
Fue inaugurado el 16 de junio de 1996 con el partido entre el Sport Boys, equipo símbolo del Callao, y el Deportivo Pesquero. El equipo chalaco derrotó 3-1 a su rival de turno por una fecha del Campeonato Descentralizado.
El récord de asistencia al estadio se produjo el 15 de agosto de 1999, cuando asistieron 17 785 personas. En aquel partido los rosados derrotaron 2-1 a Alianza Lima con goles de Germán Pinillos y Marquinho, descontando Claudio Pizarro para el equipo blanquiazul.
En una de sus últimas remodelaciones, se le colocó cuatro torres de luz artificial, lo cual permitió a los aficionados del primer puerto peruano poder apreciar eventos nocturnos dentro del recinto. Dichas torres fueron inauguradas el 8 de marzo de 2003 en el partido entre Sport Boys y Sporting Cristal. El resultado fue de 3-2 a favor del cuadro rosado.
En enero de 2011, la administración del estadio y el complejo Yáhuar Huaca pasó del Instituto Peruano del Deporte al Gobierno Regional del Callao.
En abril de 2023, Sport Boys firmó un convenio con el Gobierno Regional del Callao con el que obtuvo la cesión de la administración del estadio.

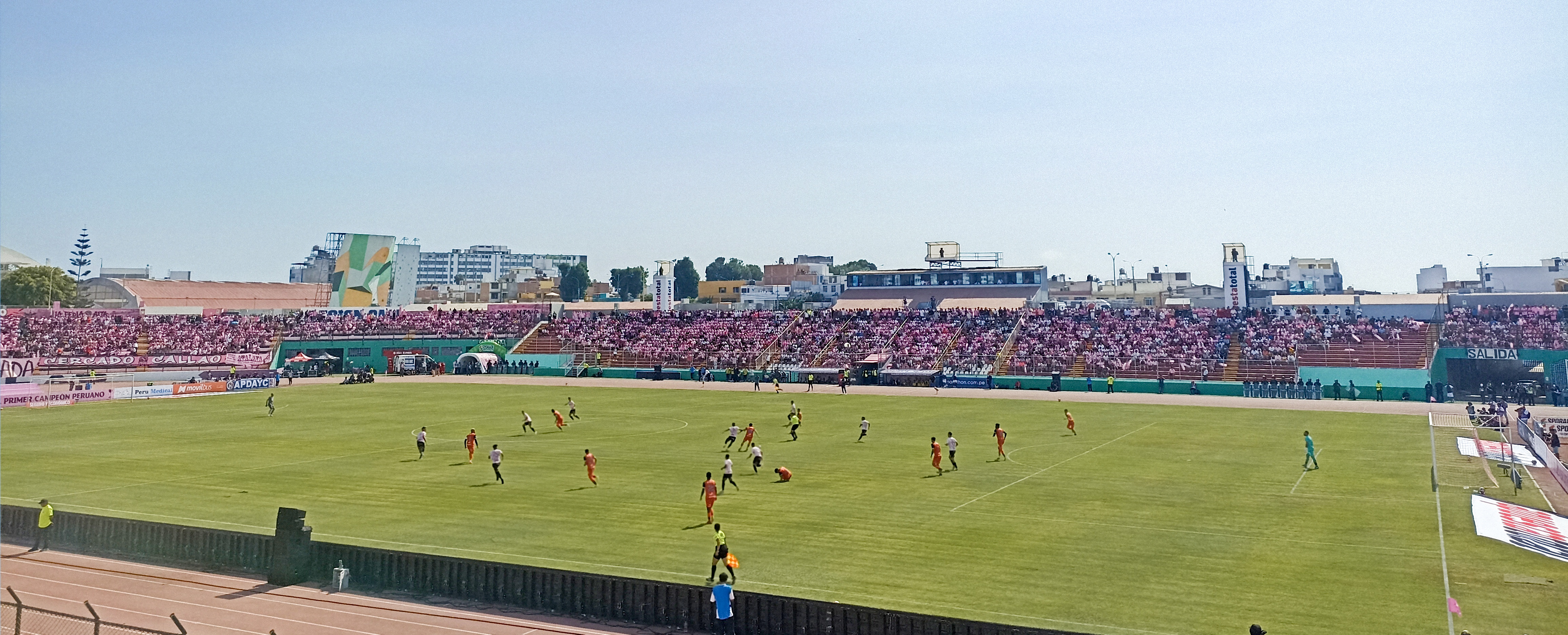
Estadio Miguel Grau (occidente)

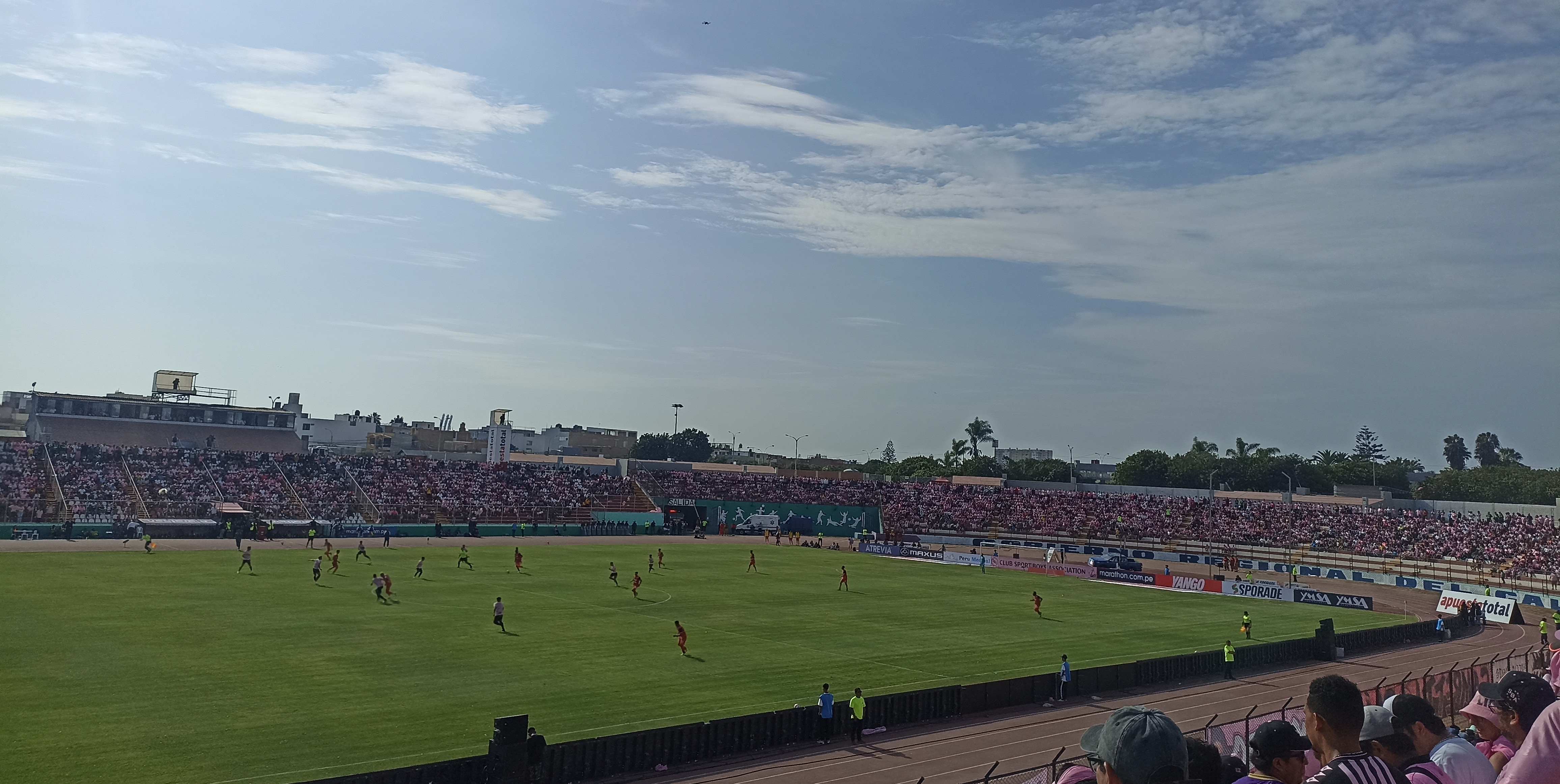
Estadio Miguel Grau (norte)

## Partidos por torneos internacionales
| Encuentros internacionales albergados | Encuentros internacionales albergados | Encuentros internacionales albergados | Encuentros internacionales albergados | Encuentros internacionales albergados |
| Fecha                                 | Equipo                                | Resultado                             | Rival                                 | Torneo                                |
| ------------------------------------- | ------------------------------------- | ------------------------------------- | ------------------------------------- | ------------------------------------- |
| 19/10/1999                            | Sport Boys                            | 0 (4)-0 (3)                           | Deportivo Cuenca                      | Copa Conmebol                         |
| 3/11/1999                             | Sport Boys                            | 1-1                                   | São Raimundo                          | Copa Conmebol                         |
| 27/2/2001                             | Sport Boys                            | 0-2                                   | Universidad de Chile                  | Copa Libertadores                     |
| 22/3/2001                             | Sport Boys                            | 0-4                                   | Cerro Porteño                         | Copa Libertadores                     |
| 22/2/2011                             | Universidad San Martín de Porres      | 2-0                                   | San Luis                              | Copa Libertadores                     |
| 15/3/2011                             | Universidad San Martín de Porres      | 0-1                                   | Libertad                              | Copa Libertadores                     |
| 19/4/2011                             | Universidad San Martín de Porres      | 0-2                                   | Once Caldas                           | Copa Libertadores                     |
| 20/10/2011                            | Universitario                         | 1 (3)-1 (2)                           | Godoy Cruz                            | Copa Sudamericana                     |
| 18/4/2013                             | Sporting Cristal                      | 1-0                                   | Palmeiras                             | Copa Libertadores                     |
| 13/2/2018                             | UTC                                   | 2-0                                   | Rampla Juniors                        | Copa Sudamericana                     |

     Partidos ganados por los equipos peruanos
     Partidos empatados por los equipos peruanos
     Partidos perdidos por los equipos peruanos